# C.A.C.C.スネークピットジャパン
C.A.C.C.スネークピットジャパン（シー・エー・シー・シー・スネークピットジャパン）は、日本のキャッチ・アズ・キャッチ・キャン道場。

## 歴史
- 1999年5月1日、宮戸優光がU.W.F.スネークピットジャパン（ユー・ダブリュー・エフ・スネークピットジャパン）を設立[1]。
- 2008年9月13日、IGFとの業務提携を発表。
- 2018年1月、道場名をC.A.C.C.スネークピットジャパン（シー・エー・シー・シー・スネークピットジャパン）に改称。
- 2019年9月、ジムの一角を改装して道場併設の、ちゃんこ料理店「ちゃんこの台所」がオープン[2]。

## 所属選手
- 井上学
- 歌川暁文

## コーチ
- 宮戸優光
- 藤田裕司

## 歴代所属選手
- 澤宗紀
- 望月竜介
- ソルデティグレ・ヨースケ
- 鈴木秀樹
- 定アキラ

## 歴代コーチ
- ビル・ロビンソン（ヘッドコーチ）
- 大江慎（打撃コーチ）
- 大江百重（体操クラスコーチ）